# Groombridge 1618
Groombridge 1618 (GJ 380) és un estel en la constel·lació de l'Ossa Major de magnitud aparent +6,61.

## Distància i localització
Groombridge 1618 s'hi troba a sols 15,89 anys llum de distància del sistema solar. S'hi localitza al sud-oest de Merak (β Ursae Majoris), al nord de Tania Australis (μ Ursae Majoris) i a l'est de Talitha Borealis (ι Ursae Majoris). Catalogada per Stephen Groombridge en la dècada de 1830, el seu moviment propi alt el va convertir en una dels primers estels en el que s'hi va mesurar la seua paral·laxi (1884).
El sistema estel·lar més proper a Groombridge 1618 és Gliese 412, a 3,1 anys llum, després Struve 2398 a 5,2 anys llum, GJ 1116 a 7,3 anys llum, i AD Leonis a 8,1 anys llum.

## Característiques
Groombridge 1618 és una nana taronja de la seqüència principal de tipus espectral K8V, també catalogada com a K7V. Té una temperatura efectiva de 3947 ± 12 K i un radi equivalent al 65% del radi solar. Amb una massa estimada entorn del 64% de la del Sol, posseeix una lluminositat de sols el 4,6% de la lluminositat solar. La seua metal·licitat —abundància relativa d'elements més pesats que l'heli— sembla similar a la del Sol ([Fe/H] = -0,03).
Groombridge 1618 és un estel fulgurant, i s'ha observat que la seua cromosfera és activa i que posseeix taques comparables a les taques solars. És més lluminosa i calenta que altres estreles fulgurants, típicament nanes vermelles, però el seu nivell d'activitat és menor. El seu estatus d'estel fulgurant i la seva velocitat de rotació, entre 1,7 i 2,1 km/s, suggereixen que ha de ser un estel jove amb una edat d'una mica més de 1000 milions d'anys. No obstant això, la seva edat estimada mitjançant girocronologia és sensiblement menor, entorn dels 200 milions d'anys.